# Судзукі Харунобу
Харунобу Судзукі  (справжнє ім'я: Дзіробей Ходзумі, 1725 ? — 1770) — японський художник і графік. Один з перших графіків Японії, що звернувся до створення багатоколірних гравюр.

## Життєпис
Жив і працював у Едо, де й народився. Точний рік народження невідомий (близько 1718–1725). Художню освіту отримав в школі Кано. Там же вивчав живопис і починав як творець картин.
Приблизно в середній період творчості звернувся до створення кольорових гравюр. З цього і почався процес створення власної художньої манери. Він творець гравюр з дев'ятьма кольорами. До нього поширеним було використання трьох кольорів.
Вважають, що найкращі твори митець створив в останні роки життя. Найбільш цінують твори шести останніх років творчості, коли були створені близько 800 гравюр та 20 книг, ілюстрації до яких створені в техніці укійо-е.
У графіці митця переважають побутові сцени — розмови жінок, рятування від дощу, читання. Обличчя персонажів мало індивідуалізовані, це не стільки живі люди, скільки узагальнені типи — домогосподині, двох-трьох подружок, водоноса. Жінки — зазвичай якогось одного віку, досить молоді. Зустріти літню людину чи зображення старої практично неможливо. Є й зображення в жанрі — птахи.
Кольори — перехідні, ніжні, неяскраві.

## Галерея

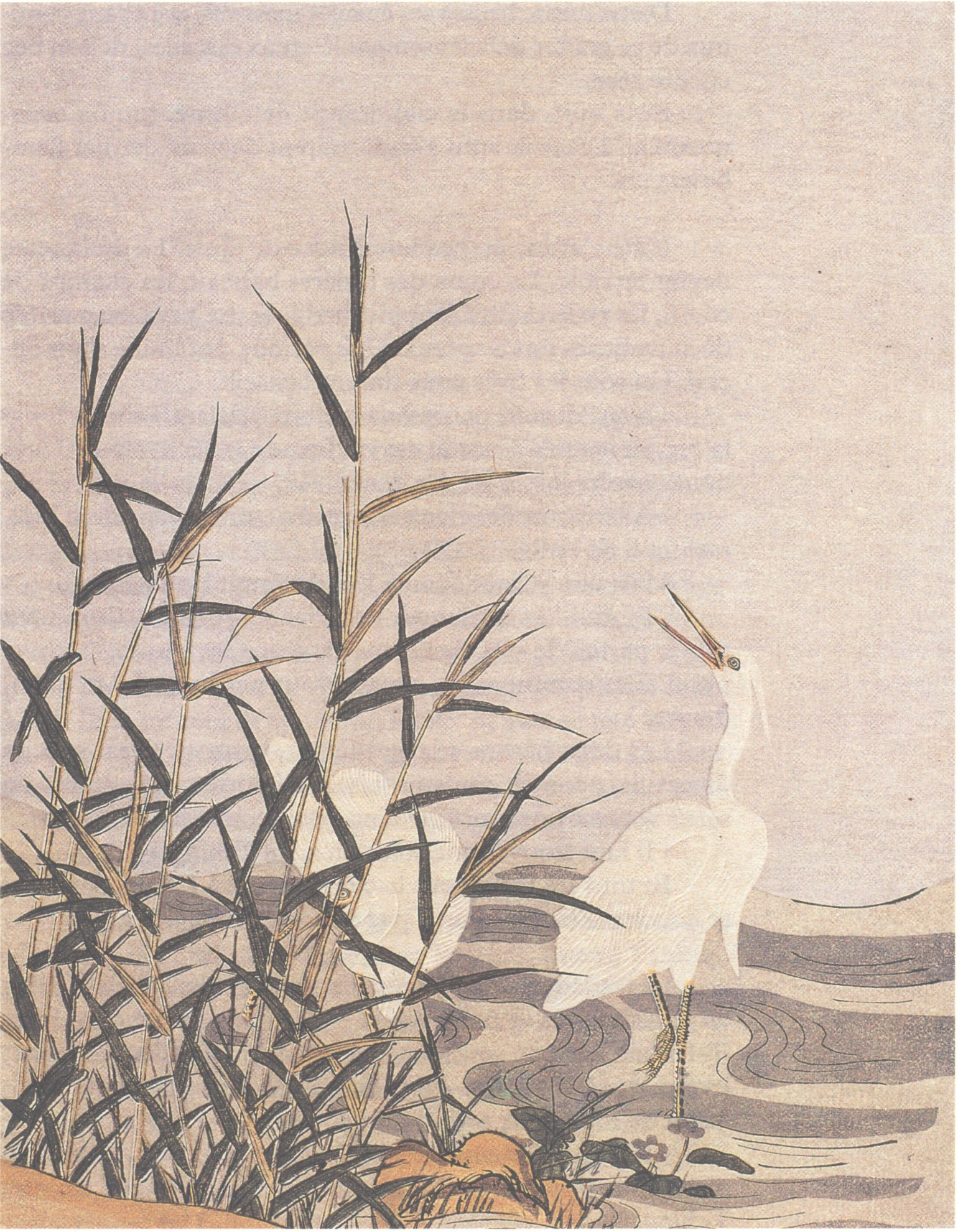
Білі чаплі, Музей Гіме, Париж
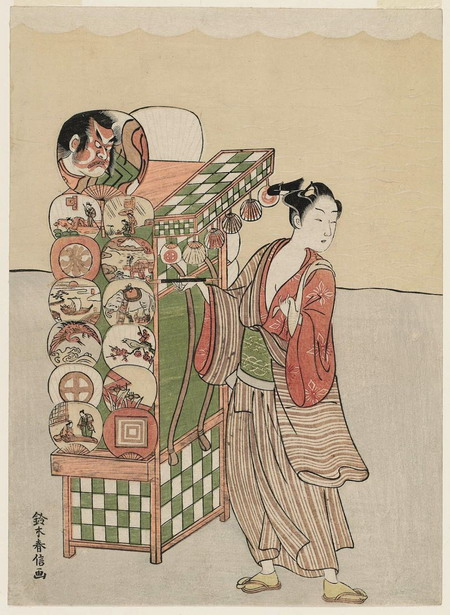
«Юнак японець продає віяла», середина 18 ст.
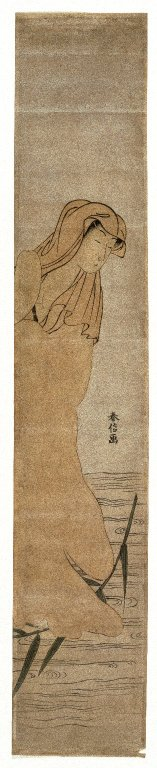
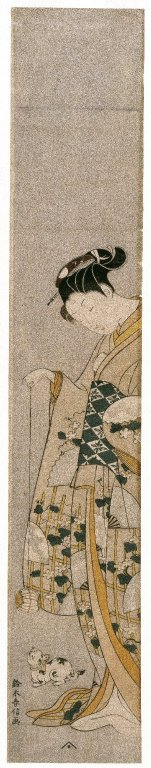
Дівчина грає з котом
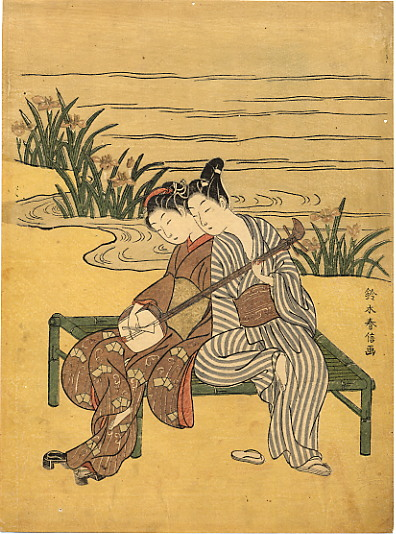
Двоє закоханих грають мелодію на одному сямісені
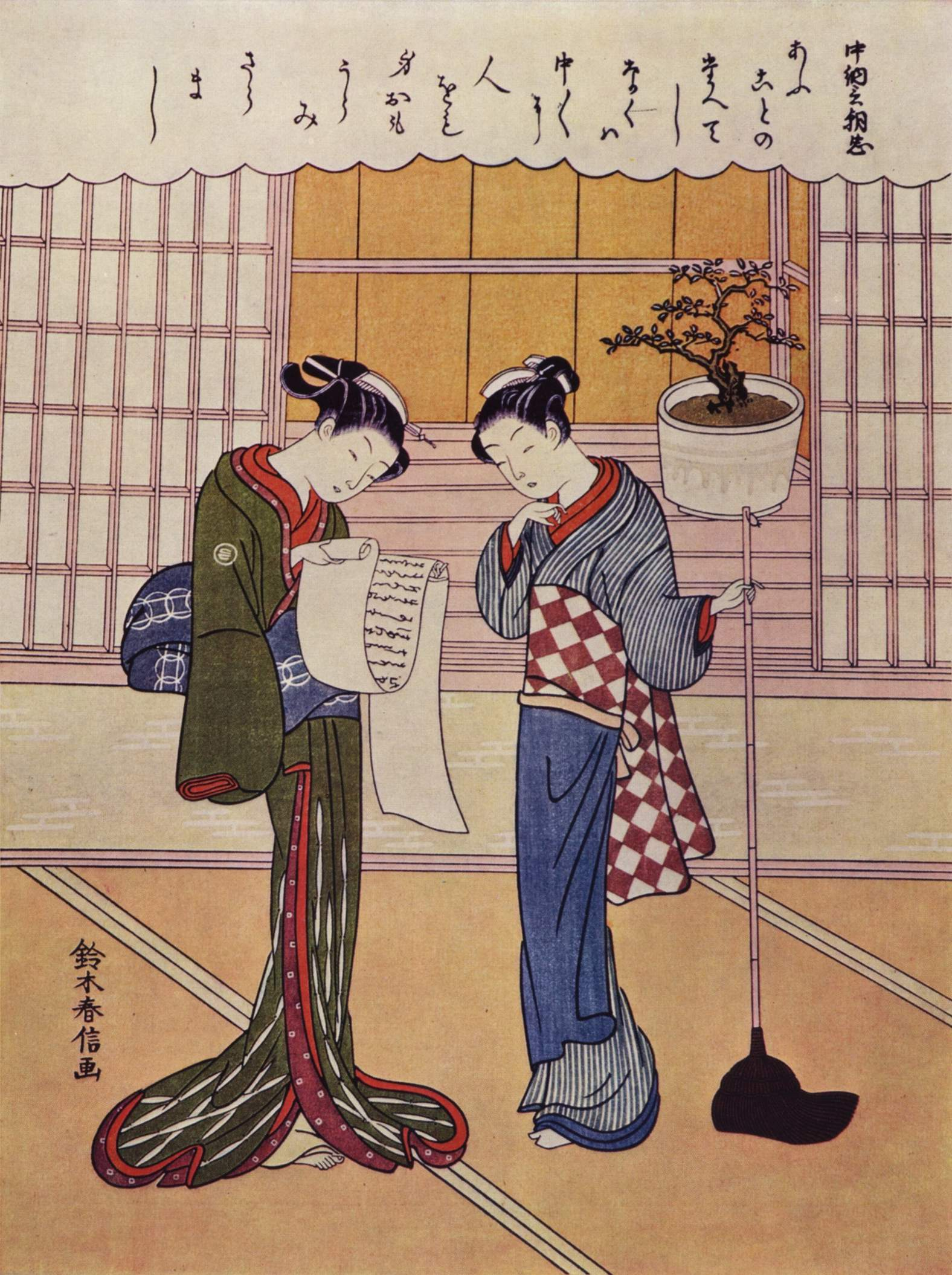
Дві дівчини на веранді
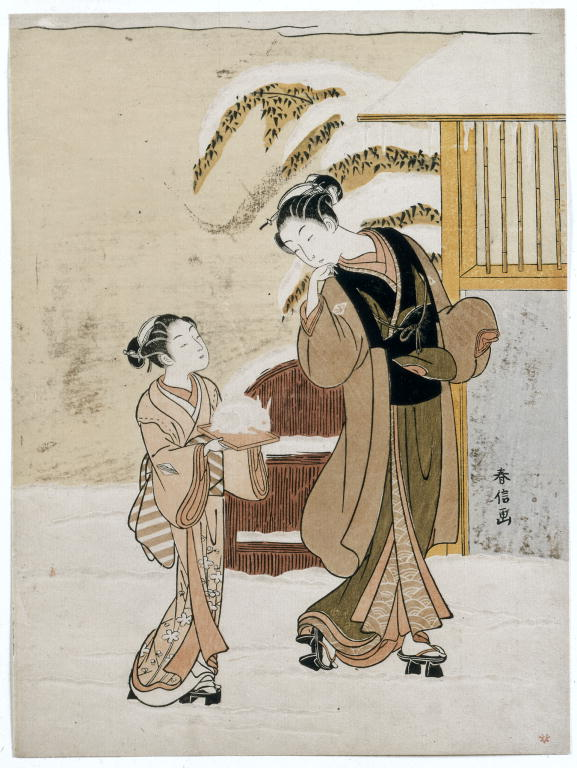
Дівчина милується білим кроликом
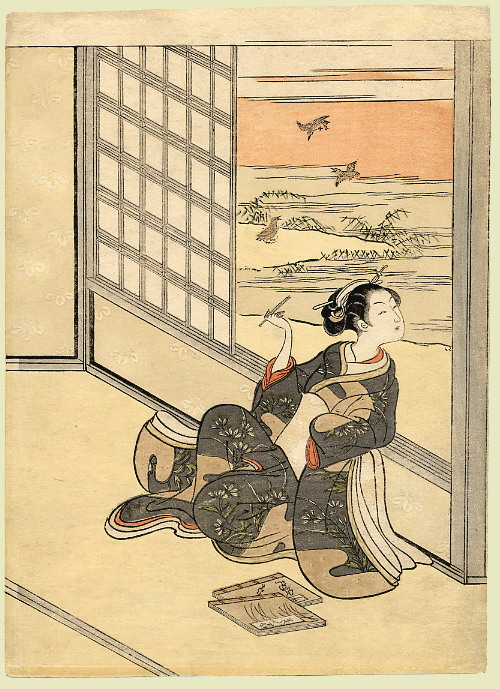
Бекаси над річкою
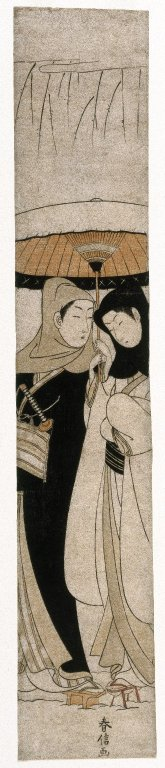
Двоє закоханих у снігопад під одною парасолькою
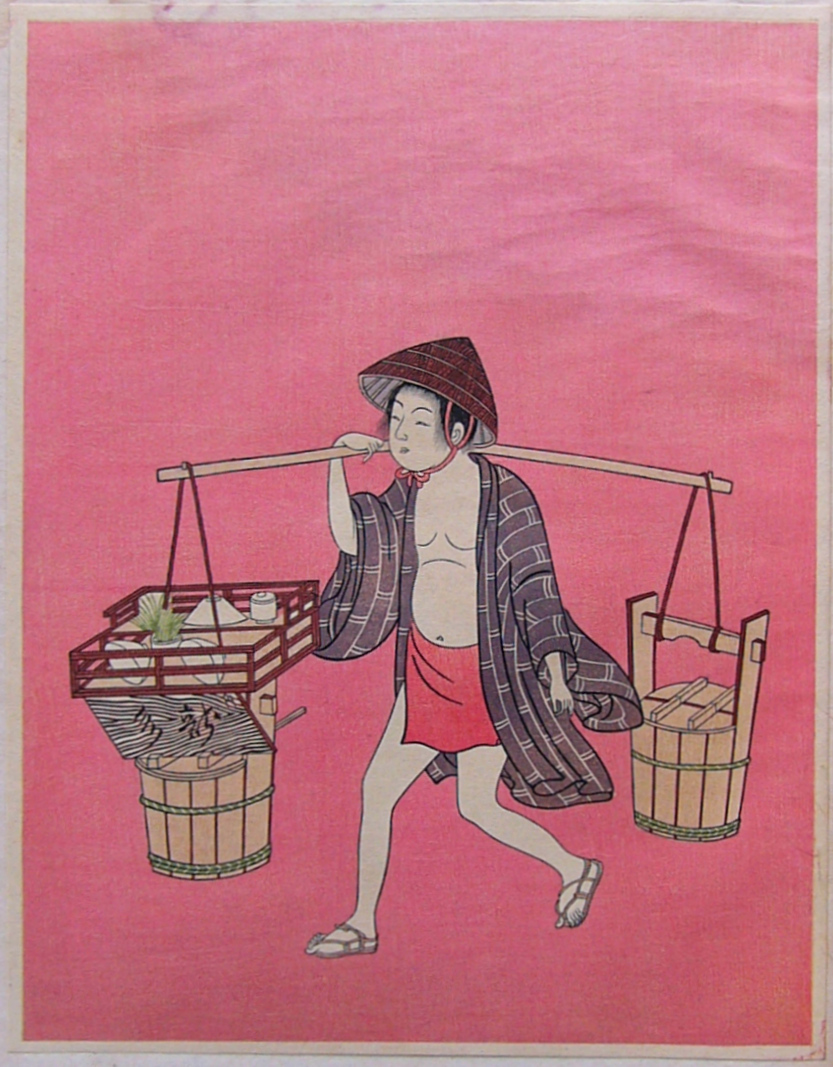
Водонос